# Вайнтрауб, Амир
Амир Вайнтрауб (ивр. אמיר וינטרוב‎ — Вайнтруб; род. 16 сентября 1986, Реховот) — израильский профессиональный теннисист и спортивный комментатор, игрок сборной Израиля в Кубке Дэвиса.

## Общая информация
Амир — один из трёх детей Кэрол и Луиса Вайнтраубов; у него есть две сестры — Ирит и Далит. Только Амир занимается спортом профессионально: его отец — менеджер мебельного магазина, мать — сотрудница Института Вейцмана, одна из сестёр — адвокат, другая — заместитель генерального директора в компании по производству одежды.
Два года учился в Австрии, затем прошёл полный срок армейской службы в статусе ведущего спортсмена. Вайнтрауб владеет ивритом и английским языком. В 21 год собирался закончить теннисную карьеру и отправиться в США на академическую учёбу, но его отговорил тренер Шломо Цореф.

## Спортивная карьера
Вайнтрауб начал играть в теннис в шесть лет с отцом на автомобильной стоянке. Через несколько месяцев он начал тренировки в яффском филиале Израильского теннисного центра. В старших классах тренировался у Амоса Мансдорфа, затем присоединился к программе Института Уингейта для молодых спортивных дарований. С 16 до 18 лет жил и тренировался в Вене у Гунтера Брезника (бывшего тренера Бориса Беккера).
Свой первый «фьючерс» Вайнтрауб выиграл весной 2006 года в Хайфе в парном разряде, а в августе того же года победил в Дакаре в одиночном разряде. Ещё через год в Бухаре он пробился в первый за карьеру финал турнира класса ATP Challenger, но проиграл хозяину корта Денису Истомину. Первая победа в «челленджере» была вновь одержана в парном разряде — в 2008 году в Аптосе (Калифорния), где его партнёром был другой израильтянин Ноам Окун. В декабре 2009 года Амир добрался до финала чемпионата Израиля по теннису, проиграв в трёх сетах Дуди Селе. Через год он уже обыграл Селу в финале чемпионата Израиля, также в трёх сетах.
На Открытом чемпионате Австралии 2011 года Вайнтрауб впервые сыграл в турнире Большого шлема, но проиграл в первом отборочном раунде. Два года спустя он не только пробился в основную сетку Открытого чемпионата Австралии, но и успешно преодолел первый круг, победив опережающего его в рейтинге почти на сто мест аргентинца Гидо Пелью и затем проиграв 19-й ракетке мира Филиппу Кольшрайберу. Израильтянин входил в число 200 лучших теннисистов мира, но в апреле 2014 года получил тяжёлую травму бедра, лечение которой потребовало двух операций и восьмимесячного курса физиотерапии. Вайнтрауб вернулся на корт только через год и уже не сумел восстановить прежнюю форму. Регулярные выступления завершил после 2017 года, а последним турниром в карьере стал для Вайнтрауба Открытый чемпионат Австралии 2020 года, где он проиграл в первом отборочном круге 17-летнему итальянцу Лоренцо Музетти.
С марта 2011 года Вайнтрауб выступал за сборную Израиля в Кубке Дэвиса. В своём первом матче он принёс израильской команде очко, победив Ежи Яновича из Польши. В дальнейшем в матчах Кубка Дэвиса он обыгрывал таких соперников, как Милош Раонич, Тацума Ито, Го Соэда и Грега Жемля. Две его победы в матче переходного турнира Мировой группы в 2012 году против сборной Японии позволили команде Израиля вернуться в Мировую группу. Комментаторы и товарищи по команде отмечали, что в матчах за сборную Вайнтрауб играет с такой самоотдачей, которой не показывает в индивидуальных турнирах.
Любимое покрытие Вайнтрауба — хард, лучший удар — бэкхенд.

## Рейтинг на конец года
| Год  | Одиночный рейтинг | Парный рейтинг |
| 2016 | 218               | 458            |
| 2015 | 253               | 279            |
| 2014 | 349               | 366            |
| 2013 | 189               | 345            |
| 2012 | 195               | 338            |
| 2011 | 206               | 431            |
| 2010 | 281               | 458            |
| 2009 | 575               | 823            |
| 2008 | 559               | 318            |
| 2007 | 334               | 387            |
| 2006 | 562               | 528            |
| 2005 | 935               | 1 683          |

## Выступления на турнирах

### Финалы челленджеров и фьючерсов в одиночном разряде (27)

#### Победы (17)
| Условные обозначения |
| Челленджеры (0+3)    |
| Фьючерсы (17+13)     |

| Титулы по покрытиям | Титулы по месту проведения матчей турнира |
| ------------------- | ----------------------------------------- |
| Хард (17+14)        | Зал (0+1)                                 |
| Грунт (0+1)         | Зал (0+1)                                 |
| Трава (0)           | Открытый воздух (17+15)                   |
| Ковёр (0+1)         | Открытый воздух (17+15)                   |

| №   | Дата            | Турнир                  | Покрытие | Соперник в финале  | Счёт           |
| 1.  | 13 августа 2006 | Дакар, Сенегал          | Хард     | Валентин Санон     | 4-6 6-4 6-4    |
| 2.  | 23 октября 2010 | Лагос, Нигерия          | Хард     | Каран Растоги      | 2-6 6-4 7-5    |
| 3.  | 28 ноября 2010  | Траралгон, Австралия    | Хард     | Сэмюэль Грот       | 6-2 6-4        |
| 4.  | 21 мая 2011     | Рамат-ха-Шарон, Израиль | Хард     | Дэвид Райс         | 6-3 6-2        |
| 5.  | 28 мая 2011     | Рамат-ха-Шарон          | Хард     | Дэвид Райс         | 6-1 6-1        |
| 6.  | 4 июня 2011     | Ашкелон, Израиль        | Хард     | Федерико Гайо      | 6-4 6-2        |
| 7.  | 28 января 2012  | Эйлат, Израиль          | Хард     | Клаудио Грасси     | 6-1 6-1        |
| 8.  | 31 мая 2012     | Герцлия, Израиль        | Хард     | Аксель Мишон       | 7-5 6-0        |
| 9.  | 5 мая 2012      | Ашкелон                 | Хард     | Чан Юй             | 6-3 6-2        |
| 10. | 25 января 2014  | Эйлат                   | Хард     | Мартен Вайсс       | 6-0 6-1        |
| 11. | 1 февраля 2014  | Эйлат                   | Хард     | Мате Делич         | 6-4 6-2        |
| 12. | 3 мая 2015      | Ашкелон                 | Хард     | Евгений Карловский | 6-3 6-4        |
| 13. | 10 мая 2015     | Ашкелон                 | Хард     | Тоби Мартин        | 7-5 6-4        |
| 14. | 7 июня 2015     | Тель-Авив, Израиль      | Хард     | Максим Жанвье      | 6-1 6-3        |
| 15. | 21 июня 2015    | Тель-Авив               | Хард     | Себастьен Больц    | 6-7(2) 6-4 6-1 |
| 16. | 21 февраля 2016 | Тель-Авив               | Хард     | Янник Янковиц      | 6-4 6-1        |
| 17. | 9 октября 2016  | Рамат-ха-Шарон          | Хард     | Питер Кобелт       | 6-4 7-6(5)     |

#### Поражения (10)
| №   | Дата             | Турнир              | Покрытие | Соперник в финале    | Счёт              |
| 1.  | 18 августа 2007  | Бухара, Узбекистан  | Хард     | Денис Истомин        | 6-3 1-6 4-6       |
| 2.  | 31 октября 2009  | Биньзыонг, Вьетнам  | Хард     | Жозе Статем          | 7-6(4) 6-7(4) 1-6 |
| 3.  | 22 мая 2010      | Дурбан, ЮАР         | Хард     | Эндрю Андерсон       | 6-3 3-6 6-7(3)    |
| 4.  | 10 июля 2010     | Бакио, Испания      | Хард     | Фабрис Мартен        | 3-6 4-6           |
| 5.  | 4 сентября 2011  | Бангкок, Таиланд    | Хард     | Седрик-Марсель Штебе | 5-7 1-6           |
| 6.  | 20 мая 2012      | Фергана, Узбекистан | Хард     | Юки Бхамбри          | 3-6 3-6           |
| 7.  | 16 марта 2014    | Гуанчжоу, КНР       | Хард     | Люк Соренсен         | 7-5 5-7 4-6       |
| 8.  | 14 июня 2015     | Тель-Авив, Израиль  | Хард     | Себастьен Больц      | 3-6 6-2 3-6       |
| 9.  | 23 августа 2015  | Минск, Беларусь     | Хард     | Себастьен Больц      | 6-2 4-6 2-6       |
| 10. | 20 сентября 2015 | Наньчан, КНР        | Хард     | Петер Гоёвчик        | 2-6 1-6           |

### Финалы челленджеров и фьючерсов в парном разряде (28)

#### Победы (16)
| №   | Дата             | Турнир                  | Покрытие | Партнёр           | Соперники в финале                                  | Счёт                  |
| 1.  | 11 марта 2006    | Хайфа, Израиль          | Хард     | Декель Вальтцер   | Сергей Кротюк Алексей Милнер                        | 6-1 6-4               |
| 2.  | 9 июля 2006      | Стамбул, Турция         | Хард     | Декель Вальтцер   | Мэттью Эбден Айдан Фицджеральд                      | 6-2 7-5               |
| 3.  | 6 августа 2006   | Дакар, Сенегал          | Хард     | Амит Инбар        | Комлави Логло Валентин Санон                        | 6-3 6-4               |
| 4.  | 13 августа 2006  | Дакар, Сенегал          | Хард     | Амит Инбар        | Амадеус Фулфорд-Джонс Бенджамин Джансе ван Ренсбург | Без игры              |
| 5.  | 10 июня 2007     | Анкара, Турция          | Грунт    | Декель Вальтцер   | Александр Сачко Марк-Андре Стратлинг                | 2-6 6-4 7-5           |
| 6.  | 17 июня 2007     | Измир, Турция           | Хард     | Декель Вальтцер   | Родриго-Антонио Грилли Марсио Торрес                | 6-3 7-6(4)            |
| 7.  | 23 июня 2007     | Стамбул, Турция         | Хард     | Декель Вальтцер   | Гай Куби Алексей Милнер                             | 6-0 6-1               |
| 8.  | 14 июля 2008     | Аптос, США              | Ковёр(i) | Ноам Окун         | Тодд Уидом Майкл Яни                                | 6-2 6-1               |
| 9.  | 12 сентября 2009 | Рамат-ха-Шарон, Израиль | Хард     | Маркус Даниэлл    | Джон-Пол Фруттеро Джи-Ди Джонс                      | 6-1 6-7(4) [10-5]     |
| 10. | 23 октября 2010  | Лагос, Нигерия          | Хард     | Бой Вестерхоф     | Нильс Десейн Лоран Рошетт                           | Без игры              |
| 11. | 30 октября 2010  | Лагос, Нигерия          | Хард     | Бой Вестерхоф     | Равен Класен Руан Рулофс                            | 5-7 6-4 [10-6]        |
| 12. | 29 января 2011   | Эйлат, Израиль          | Хард     | Таль Эрос         | Алон Файман Томер Ходоров                           | 6-3 6-1               |
| 13. | 28 мая 2011      | Рамат-ха-Шарон, Израиль | Хард     | Джон-Пол Фруттеро | Дэвид Райс Шон Торнли                               | 6-7(4) 7-6(3) [13-11] |
| 14. | 4 мая 2012       | Сингапур                | Хард     | Камил Чапкович    | Се Чжэнпэн Ли Синьхань                              | 6-4 6-4               |
| 15. | 25 января 2014   | Эйлат, Израиль          | Хард     | Хуан Лянцзи       | Льюис Бартон Маркус Уиллис                          | 6-3 7-6(9)            |
| 16. | 25 октября 2015  | Сингапур                | Хард     | Дуди Села         | Никола Мектич Франко Шкугор                         | 6-3 3-6 [10-6]        |

#### Поражения (12)
| №   | Дата             | Турнир                                  | Покрытие | Партнёр             | Соперники в финале                  | Счёт              |
| 1.  | 24 марта 2007    | Раанана, Израиль                        | Хард     | Декель Вальтцер     | Лоран Вигн Пьеррик Исерн            | 2-6 1-6           |
| 2.  | 15 декабря 2007  | Лагос, Нигерия                          | Хард     | Идан Марк           | Навдип Сингх Александр Слабински    | 6-7(2) 6-3 [7-10] |
| 3.  | 16 марта 2008    | Албуфейра, Португалия                   | Хард     | Крис Итон           | Нил Бамфорд Джошуа Гудолл           | 3-6 4-6           |
| 4.  | 29 ноября 2008   | Рамат-ха-Шарон, Израиль                 | Хард     | Себастьян Ришик     | Пьер-Людовик Дюкло Амир Хадад       | 3-6 4-6           |
| 5.  | 29 августа 2009  | Рамат-ха-Шарон, Израиль                 | Хард     | Людовик Вальтер     | Джон-Пол Фруттеро Джи-Ди Джонс      | 2-6 6-4 [5-10]    |
| 6.  | 4 декабря 2009   | Санто-Доминго, Доминиканская республика | Хард     | Александр Слабински | Адам Эль Михдави Блейк Строуд       | 3-6 6-2 [7-10]    |
| 7.  | 21 мая 2011      | Рамат-ха-Шарон, Израиль                 | Хард     | Таль Эрос           | Дэвид Райс Шон Торнли               | 6-3 3-6 [9-11]    |
| 8.  | 5 мая 2012       | Ашкелон, Израиль                        | Хард     | Саар Стеле          | Чан Юй Ли Чжэ                       | 3-6 2-6           |
| 9.  | 10 февраля 2013  | Бергамо, Италия                         | Хард(i)  | Клаудио Грасси      | Кароль Бек Андрей Мартин            | 3-6 6-3 [8-10]    |
| 10. | 1 февраля 2014   | Эйлат, Израиль                          | Хард     | Клаудио Грасси      | Льюис Бартон Маркус Уиллис          | 3-6 5-7           |
| 11. | 2 марта 2014     | Гуанчжоу, Китай                         | Хард     | Ли Синьхань         | Санчай Ративатана Сончат Ративатана | 2-6 4-6           |
| 12. | 20 сентября 2015 | Наньчан, КНР                            | Хард     | Ли Синьхань         | Юрген Цопп Жонатан Эйссерик         | 4-6 2-6           |